# Darío Salas Díaz
Darío Enrique Salas Díaz (Bajo Imperial, 9 de mayo de 1881 — Santiago, 15 de febrero de 1941) fue un educador y masón chileno
.

## Biografía
Siendo profesor normalista, titulado en Chillán, Darío Salas se trasladó a Santiago en 1900 para obtener su título de profesor de castellano y francés en el Instituto Pedagógico. En 1905 ingresó a la Universidad de Nueva York, donde en 1907 obtuvo el grado de Doctor en Pedagogía.
Durante su vida estudiantil en Estados Unidos tomó contacto con importantes intelectuales dentro del área educativa, entre ellos John Dewey, cuyas ideas marcaron su pensamiento.
En 1918 fue nombrado director general de Educación Primaria, desde donde trabajó incansablemente para impulsar e implementar la Ley de Instrucción Primaria Obligatoria, promulgada en 1920, además de promover el desarrollo profesional docente y difundir las ideas pedagógicas que mejor respondieran a las necesidades del país y elevaran su calidad de vida.
Concebía la escuela como la institución democratizadora por excelencia, cuyo fin debía ser la reforma y mejoramiento social. El desarrollo democrático del país dependía de la capacidad de la escuela de incorporar a todos los individuos, de entregarles las herramientas que les permitieran participar activamente en sus procesos, en sus transformaciones, en su crecimiento.
Sus hijas Irma Salas Silva y Emma Salas Neumann también fueron destacadas pedagogas.

## Homenajes
Varios centros educativos en Chile llevan su nombre, incluyendo liceos en Santiago y San Pedro de la Paz, escuelas de enseñanza básica en Antofagasta, Arica y  Padre Las Casas, y un colegio de enseñanza básica y media en Talca. Además, la Corporación Educacional de Chillán, especializada en educación técnica profesional con énfasis en el deporte, también fue nombrada en su honor.